# 彭伟国
彭伟国（1971年10月3日—），是中国足球教练员、评论员，前职业足球运动员，球员时期曾长期入选中国国家队，成名于广州太阳神队，也曾效力重庆前卫寰岛以及深圳平安科健队，退役后曾在多个球队担任教练。

## 球员生涯

### 球队
彭伟国在1990-1993年效力于广州太阳神的前身广州队，1994-1997年全国足球甲A联赛期间一直效力于广州太阳神足球队并担任队长一职，并于1994年协助广州太阳神夺得甲A联赛亚军，他与当年的金靴奖射手胡志军的搭档被球迷称为“梦幻组合”。其后由于球队成绩滑落降入甲B，于1998年以235万的转会身价从广州太阳神转会到前卫寰岛，成为当年足坛转会的“标王”；2000年回归广东，加盟深圳平安以球员身份出任平安足球队助理教练，期间涉嫌球员集体嫖妓“深圳六君子”事件，声名大跌。随着出场次数的减少，于2001年淡出足坛。

### 国家队
1991年入选中国青年队和国奥队，1992年获施拉普纳垂青而首次入选国家队中，同年于亚洲杯赛上以两个个人入球以2：1协助国家队击败卡塔尔，赢得关键一仗。1994年他代表国家队参加在日本广岛举行的第12届亚运会足球比赛并获得亚军，协助国足取得在亚运史上的最好成绩,同时以3个个人入球成为当年赛事国家队入球最多的球员之一。1996年12月，参加在马来西亚举行的亚洲杯足球决赛，小组赛出线负于沙特。1997年5-6月，他代表国家队参加98年世界杯足球外围赛亚洲区第8小组比赛，获小组赛出线；同年9-11月，止步于世界杯亚洲区十强赛。1999年12月他最后一次入选国家足球集训队。

## 个人特点
彭伟国属于典型的南粤足球风格球员，脚法细腻，头脑清晰，视野开阔，善于协调全队的攻防节奏并传出致命传球为队友创造破门得分的机会，也具备个人进球得分的能力，是全队进攻的策划核心。同时也是罚球及角球专家。缺点是体能相对欠佳，速度及对抗能力一般。
彭伟国一直施职中场前腰位置，并以典型的技术型及组织型踢法见称，一度稳坐广州太阳神队以及国家队当之无愧的中场核心的位置，自1994年中国足球职业化以来乃至退役多年后仍然在广东足坛被视为本土球坛最具代表性的偶像球星之一，他被誉为“中场少帅”，于中国足坛另一位出色的中场灵魂人物曹限东并称为“南彭北曹”。

## 退役后的发展
2001年彭伟国离开球坛后投身商界，与友人合资的高档餐厅凯悦酒家相当成功，目前在广州、东莞及北京等地拥有六家分店。
2006年7月他回归球坛，报名参加亚足联-中国足协深圳B级教练员培训班，并顺利考得教练证书。2007年1月5日，他并在前国足队友申思和江津的邀请下出任中甲球队上海七斗星的领队。上海七斗星队在2007赛季中甲联赛前五轮没有取得一场胜利，主教练申思辞去主教练职务，上海七斗星俱乐部宣布彭伟国一人兼任总经理、领队、代理主教练三职。5月26日，曹限东成为球队主教练，彭伟国继续担任球队领队。但9月份曹限东悄然离队，彭伟国再次担任球队代理主教练至赛季结束，并带领球队在中甲联赛中成功保级。
2008年4月29日，彭伟国接受前广州太阳神教练周穗安邀请加盟浙江绿城队，担任球队助理教练。2009年9月22日，绿城俱乐部宣布由吴金贵接替周穗安出任主教练，而彭伟国也和周穗安一起离开球队。
2009年12月1日，广州足球俱乐部接管小组正式对外宣布由彭伟国正式担任广州医药的临时主教练。
2010年3月25日，广州恒大俱乐部召开新闻发布会，宣布韩国籍教练李章洙取代彭伟国出任广州恒大的主教练。2011年彭伟国开始担任中国足球乙级联赛球队广州青年队（实际是广州恒大青年队）的主教练。2011年9月22日，中国足协公布新组建中国U22国家队名单的名单，彭伟国担任球队的助理教练，辅助主教练黎兵。2012年5月17日，意大利名帅马尔切洛·里皮正式接任李章洙成为广州恒大的主教练，原来球队的预备队教练曲圣卿也离开球队，5月21日，彭伟国成为广州恒大的新任预备队教练，但在2013年5月宣布辞职。
2022年世界杯期间，彭伟国表示对当年未能入选米卢的国家队而在31岁退役感到后悔，“到现在为止都无法原谅我的一时冲动，也亏欠支持我的人一个交代”。

## 荣誉
- 1994年入选由国内评选的第12届亚运会男子足球最佳阵容。
- 1994年获中国足球金球奖。
- 1997年3月入选1996年度中国足球最佳阵容。
- 曾经5次代表广东队捧得省港杯。

## 家庭
彭伟国的弟弟彭伟军也是一名出身于广州的足球员，活跃于中场，擅长左脚，踢球风格与其兄相似但名气稍逊，现已退役。

## 參见
- 广州太阳神
- 上海七斗星
- 彭伟军